# Paspalum jaliscanum
Paspalum jaliscanum là một loài thực vật có hoa trong họ Hòa thảo. Loài này được Chase ex Hitchc. mô tả khoa học đầu tiên năm 1913.